# 아폴로사
아폴로사(이탈리아어: Apollosa)는 이탈리아 캄파니아주 베네벤토도의 코무네다. 나폴리로부터 북동쪽 50km, 베네벤토로부터 남서쪽 8km 거리에 있다.